# Stillmatic
Stillmatic è il quinto album del rapper statunitense Nas, pubblicato l'8 dicembre 2001 dalla Columbia e dall'etichetta di Nas, la Ill Will Records nel mercato statunitense. In contrasto con i temi gangsta del suo album precedente, contiene temi di consapevolezza sociale e filosofici simili a quelli del suo debutto Illmatic (1994). I testi di Nas trattano argomenti come la vita nel ghetto, la politica interna ed estera degli Stati Uniti e la sua faida con il rapper Jay-Z.
Stillmatic è stato un successo di pubblico e critica che ha contribuito a rimettere in piedi la carriera di Nas, dopo un periodo di profonda delusione per i prodotti I Am... e Nastradamus (entrambi del 1999). Debutta all'ottavo posto della Billboard 200, vendendo 342 600 copie fisiche, raggiungendo il quinto posto tra gli album statunitensi come picco massimo e vendendo oltre 2 026 000 copie nel mercato statunitense. In seguito alla sua uscita, Stillmatic ha ricevuto recensioni generalmente positive da parte degli addetti ai lavori.

## Background
Nonostante avesse ottenuto il plauso della critica con il suo album d'esordio Illmatic (1994), l'immagine di Nas si stava rapidamente deteriorando nella comunità hip hop a causa del suo cambiamento di tema, dagli argomenti filosofici di Illmatic al gangsta rap e al suono commerciale che aveva caratterizzato i suoi lavori successivi. Mentre il suo secondo album, It Was Written ottenne recensioni abbastanza positive e lo introduce al grande pubblico, i successivi I Am... e Nastradamus furono considerati lavori mediocri da parte della critica. L'uscita di Stillmatic è stato un tentativo da parte di Nas di ritrovare la propria credibilità all'interno della comunità hip hop, con il significativo titolo che nelle sue intenzioni continua dove Illmatic aveva lasciato.

### Faida con Jay-Z
Jay-Z ha precedentemente dissato Nas nel suo singolo Takeover, estratto dal suo album del 2001 The Blueprint. In Stillmatic, Nas risponde con un Ether dove, tra l'altro, insinua che Jay-Z abbia rubato più volte i testi da The Notorious B.I.G. e che sia un misogino. La replica di Jay-Z si sarebbe fatta sentire attraverso il freestyle Supa Ugly.

## Performance commerciale
Distribuito il 18 dicembre del 2001, l'album è certificato disco di platino dalla RIAA il 16 gennaio del 2002 per il milione di unità vendute. Nel luglio del 2008 ha vendute più di 2 026 000 copie negli Stati Uniti d'America.
I primo singolo estratto da Stillmatic è Rule, che presenta la partecipazione della cantante R&B Amerie. Pur con una scarsa promozione, a causa della quale si credeva che Got Ur Self a... fosse il primo singolo dell'album, Rule raggiunge il 67º posto tra i singoli R&B/Hip-Hop. Got Ur Self a..., prodotto da Megahertz, contiene un campionamento da Woke Up This Morning, tema principale della serie drammatica prodotta da HBO I Soprano. Il terzo singolo è l'acclamato per video e testo One Mic.

## Ricezione
| Recensione                    | Giudizio   |
| ----------------------------- | ---------- |
| AllMusic                      | [ 1 ]      |
| NME                           | [ 11 ]     |
| Billboard                     | [ 12 ]     |
| Rolling Stone                 | [ 7 ]      |
| The Village Voice             | favorevole |
| The Source                    | [ 13 ]     |
| Los Angeles Times             | [ 14 ]     |
| The A.V. Club                 | favorevole |
| Vibe                          | [ 12 ]     |
| Blender                       | [ 16 ]     |
| Stylus Magazine               | A-         |
| PopMatters                    | favorevole |
| The Rolling Stone Album Guide | [ 19 ]     |

Stillmatic ha ricevuto generalmente recensioni positive da parte della critica, che lo ha acclamato come uno «straordinario ritorno». Sull'aggregatore di recensioni Metacritic, ottiene un voto di 69/100 basato su 12 recensioni. Nonostante abbia trovato la sua produzione «realizzata a metà», Alex Needham di New Musical Express scrive che «liricamente, Nas è praticamente tornato in forma.» Alex Pappademas di Blender descrive l'album come «un sorprendente ritorno in forma» e ha dichiarato «anche se è un colpo di fortuna, Stillmatic si sente ancora come un ri-Nas-cimento.» Steve Jones di USA Today assegna 3.5/4 stelle all'album, dichiarando «a parte le canzoni, la forza di Nas è sempre stata la sua incisiva analisi lirica degli eventi attuali.» Nella sua recensione per Village Voice, Selwyn Seyfu Hinds scrive: «Stillmatic non è semplicemente una riunione o una rielaborazione degli argomenti di Illmatic. Il Nas su questo disco è cresciuto, con un'espansione emotiva che la maturazione suggerisce. [...] [Nas] non ha mai attirato prima per la sua rabbia, con un fuoco concentrato e intensità controllata che sottolinea quasi ogni canzone. Alcune possono essere sicuramente ascritte alla faida con Jay-Z, ma le più sembrano essere dovute alle lotte più profonde e interne che Nas ha intrapreso contro le conseguenze del suo anticipato e precoce successo.»
Al contrario, la rivista Rolling Stone gli assegna quattro stelle su cinque, scrivendo: «il tentativo di mantenere la credibilità di strada mentre sta raggiungendo il successo pop ha lasciato Nas vacillare goffamente sui progetti passati, questo prodotto ha poche o nessuna inconsistenza. Una volta si getta come un gatto grintoso che si sente più a suo agio su una panchina delle case popolari, sfidando i serpenti del vicinato e schivando le pallottole. La volta dopo consegna i versi sulla mediocre versione dei Trackmasters che campionano i Tears for Fears.» John Bush per Allmusic, scrive che «abbandonando molti dei ganci commerciali e degli ospiti sull'album e concentrandosi sul suo rapping, Nas dimostra ancora di essere un paroliere di classe mondiale.» Brett Berliner di Stylus Magazine osserva che «Stillmatic presenta le migliori rime di Nas dai tempi del suo esordio, e possibilmente l emigliori rime dell'anno, rivaleggiate forse dal solo Ghostface Killah.» Nonostante ciò, Berliner critica negativamente gli ospiti dell'album e parte della sua produzione, commentando: «Stillmatic è stato pubblicizzato come una ricreazione di Illmatic, dove l'unico ospite degno era il sottovaluto AZ. Tuttavia, cinque altri ospiti appaiono nell'album, incluso il collettivo di Nas Bravehearts e il banale Millennium Thug».
Stillmatic ha anche ottenuto una discreta quantità di elogi al di fuori della comunità hip hop, che lo ha visto come un album di ritorno. La rivista The Source gli assegna il punteggio perfetto di cinque mic, assegnandogli lo status di «album classico.» Di simile opinione HipHopDX (5/5), per il quale è «facilmente uno dei migliori album dell'anno, Stillmatic gestisce una gamma di poesia di strada, narrazione e spavalderia. Questo CD è pieno di classici istantanei.» Steve Juon di RapReviews gli assegna un rating di nove decimi, scrivendo che «Stillmatic si avvicina abbastanza alla brillantezza dell'album d'esordio per rendere felici gli appassionati hip-hop.» In The New Rolling Stone Album Guide (2004), il giornalista di Rolling Stone Chris Ryan dà all'album una valutazione di 3/5 stelle, chiamandolo un «ritorno in forma [da parte di Nas].» Ryan scrive che trova Nas «attaccato a ciò che funziona, narrazioni rap creative e testimonianze sociali taglienti. Sbaglia ancora quando tenta di fare tracce da club, ma l'album è in gran parte un successo.» Nel 2005, Chris Rock ha compilato una lista dei suoi migliori 25 album hip hop di sempre, piazzando Stillmatic in ventesima posizione.

## Tracce
1. Stillmatic (The Intro) – 2:11 (testo: Nasir Jones, Jeffrey Backues Neal – musica: Hangmen 3)
2. Ether – 4:37 (testo: Jones, Rondell Turner – musica: Ron Brown)
3. Got Ur Self a... – 3:48 (testo: Jones, Jake Black, Dorsey Wesley – musica: Megahertz)
4. Smokin' – 3:47 (testo: Jones – musica: Nas, Precision)
5. You're da Man – 3:26 (testo: Jones, William Mitchell – musica: Large Professor)
6. Rewind – 2:13 (testo: Jones, Michell, Rick Rubin – musica: Large Professor)
7. One Mic – 4:28 (Jones, Chucky Thompson for the Hitman)
8. 2nd Childhood – 3:51 (testo: Jones, Christopher Martin, P. Miles Bryson – musica: DJ Premier)
9. Destroy & Rebuild – 5:24 (testo: Jones, Lawrence Parker – musica: Baby Paul, Mike Risko)
10. The Flyest (featuring AZ) – 4:38 (testo: Jones, Anthony Cruz, Leshan Lewis – musica: L.E.S.)
11. Braveheart Party (featuring Mary J. Blige & Bravehearts) – 4:57 (testo: Jones, Jean-Claude Olivier – musica: Swizz Beatz)
12. Rule (featuring Amerie) – 4:32 (testo: Jones, Amerie Rogers, Samuel Barnes, Olivier, Chris Hughes Roland Orzabal, Ian Stanley – musica: Trackmasters)
13. My Country (featuring Millennium Thug) – 5:12 (testo: Jones, Nashawn Jones – musica: Lofey)
14. What Goes Around (featuring Keon Bryce) – 4:59 (testo: Jones – musica: Salaam Remi)

Durata totale: 58:03
Traccia bonus
1. Every Ghetto (featuring Blitz) – 3:28 (testo: Jones, Lewis – musica: L.E.S.)

Disco 2 edizione limitata
1. No Idea's Original – 3:07 (musica: The Alchemist)
2. U Gotta Love It (Snippet9 – 1:33 (musica: L.E.S.)
3. My Way (Snippet) – 1:36 (musica: The Alchemist)
4. Make It Last (Snippet) – 1:57 (musica: L.E.S.)
5. Doo Rags (Snippet) – 1:22 (musica: Precision)

Note
- Su richiesta di Mary J. Blige, la traccia Braveheart Party è rimossa dalle ultime stampe di Stillmatic.[25]

## Formazione
Crediti per Stillmatic adattati secondo AllMusic.
- Amerie – voce aggiuntiva (traccia 12)
- Pablo Arraya – assistente ingegnere audio
- AZ – voce aggiuntiva (traccia 10)
- Baby Paul – produttore (traccia 9), strumentale
- Mary J. Blige – voce aggiuntiva (traccia 11)
- Blitz – voce aggiuntiva (traccia 15)
- Osie Bowe – ingegnere audio
- Braveheartz – voce aggiuntiva (traccia 11)
- Ron Browz – produttore (traccia 2)
- Keon Bryce – cori
- Kevin Crouse – ingegnere audio, missaggio
- Alex Dixon – assistente ingegnere audio
- DJ Premier – produttore (traccia 8), missaggio
- Chris Feldman – direttore artistico, design artistico
- Steve Fisher – assistente ingegnere audio
- Tameka Foster – stilista
- Chris Gehringer – masterizzazione
- Malcolm Gold – assistenza A&R
- Bryan Golder – ingegnere audio
- Jason Goldstein – missaggio
- Paul Gregory – assistente ingegnere audio
- Hangmen 3 – produttore (traccia 1)

- Destiny Jones – produttrice esecutiva
- Will Kennedy – produzione di immagini
- Large Professor – produttore (tracce 5-6)
- L.E.S. – produttore (tracce 10 e 15)
- Lofey – produttore (traccia 13)
- Megahertz – produttore (traccia 3)
- Nas – voce, produttore (tracce 4 e 7)
- Alex Ndione – assistente ingegnere
- Lenny "Linen" Nicholson – A&R
- David A. Belgrave – marketing
- Jake Ninan – assistente ingegnere audio
- James Porte – ingegnere audio
- Precision – produttore (traccia 4)
- Ismel Ramos – assistente ingegnere
- Salaam Remi – organo, basso, chitarra, percussioni, batterie, Fender Rhodes, produttore (traccia 14)
- Mike "Wrekka" Risko – produttore (traccia 9), musicista
- Eddie Sancho – missaggio
- Swizz Beatz – produttore (traccia 11)
- Chucky Thompson for The Hitmen – produttore (traccia 7)
- Trackmasters - produttore (traccia 12)
- Sacha Waldman – fotografia

## Classifiche

### Classifiche settimanali
| Classifica (2001)         | Posizione massima |
| ------------------------- | ----------------- |
| Francia                   | 124               |
| Germania                  | 64                |
| Paesi Bassi               | 40                |
| Regno Unito               | 92                |
| Stati Uniti               | 5                 |
| US Top R&B/Hip-Hop Albums | 1                 |
| Svizzera                  | 56                |

### Classifiche di fine anno
| Classifica (2002)         | Posizione massima |
| ------------------------- | ----------------- |
| Stati Uniti               | 31                |
| US Top R&B/Hip-Hop Albums | 5                 |